# Sextus Tarquinius
Sextus Tarquinius war ein Prinz der in der römischen Geschichtsschreibung mythisch verklärten etruskischen Herrscherfamilie der Tarquinier. Er war – nach den Angaben der Literaten Titus Livius und Ovid – der dritte und jüngste Sohn des letzten etruskischen Königs Lucius Tarquinius Superbus, nach den Angaben des Dionysios dessen ältester Sohn. Der Nachwelt ist er als Hauptakteur der mit der Vertreibung der Königsherrschaft aus Rom durch Lucius Iunius Brutus zusammenhängenden Vergewaltigung der Lucretia, der Ehefrau des Tarquinius Collatinus und Tochter des Spurius Lucretius Tricipitinus, bekannt. Titus Livius gibt innerhalb seiner Darstellung der römischen Frühzeit innerhalb des ersten Buches seines Hauptwerks Ab urbe condita eine Schilderung der Ereignisse, Ovid verarbeitet das Thema in seinen Fasti poetisch. Auch Dionysios von Halikarnassos geht in seinen Römischen Altertümern auf die Vorgänge ein.

## Darstellung
Sextus Tarquinius taucht in der Überlieferung in zwei Erzählungen auf: Der Einnahme der Stadt Gabii sowie der Vergewaltigung der Lucretia. Die Erzählung der Vergewaltigung nimmt in Überlieferung wie Rezeption eine prominente Position ein.
Die Protagonisten der beiden Erzählkreise stehen in einem engen Verwandtschaftsverhältnis zueinander.
- Sextus Tarquinius ist einer von drei Söhnen des Lucius Tarquinius Superbus. Brüder des Sextus sind Arruns Tarquinius (nicht zu verwechseln mit dem Bruder des Superbus) und Titus Tarquinius.
- Lucius Iunius Brutus, der Vertreiber der Könige und Initiator der Republik, ist Cousin des Sextus und seiner Brüder; seine Mutter Tarquinia ist eine Schwester des L. Tarquinius Superbus.
- Lucius Tarquinius Collatinus, der Ehemann der Lucretia, gehört einer verarmten Seitenlinie der Tarquinier an. Er ist Enkel des Großonkels des Sextus.[9]

### Die Einnahme von Gabii
Sextus Tarquinius taucht bei Livius erstmals während der Belagerung der Stadt Gabii durch den König L. Tarquinius Superbus auf; auch Ovid flocht die Belagerung in sein Werk ein. Die Belagerung der Stadt durch die Römer war ins Stocken geraten und kam nicht voran. Daher beschloss Tarquinius Superbus die Stadt – nach ganz unrömischer Sitte – mit einer List zu nehmen. Der König gab vor, sich statt um die Einnahme lieber um innerstädtische Bauprojekte zu kümmern und beauftragte seinen Sohn Sextus, sich in Gabii als Überlaufer auszugeben. Sextus spielte daraufhin den Gabiern vor, gerade noch den Häschern des eigenen Vaters entkommen zu sein und nun Zuflucht bei den Feinden der Tarquinier zu suchen.
Die Gabier nahmen ihn freundlich auf und hofften mit seiner Hilfe Tarquinius Superbus bezwingen zu können. Sextus nahm daraufhin auch an den Versammlungen und Beratungen teil, drängte dort ständig auf Krieg und ließ sich schließlich, nachdem er sich durch List und Tücke das Vertrauen der Gabier erworben hatte, zum Feldherren wählen. Im Verlauf kleinerer abgekarteter Gefechte und durch freigebiges Verteilen der Beute machte er sich unter den Gabiern derart beliebt, dass er bald zum mächtigsten und einflussreichsten Mann der Stadt avancierte. Unwissend wie er weiter vorgehen sollte, schickte er einen Boten nach Rom, um Instruktionen von seinem Vater einzuholen. Der jedoch sprach nicht mit dem Boten, sondern schlug beständig die am Wegesrand stehenden, hohen Mohnköpfe (bei Ovid Blüten von Lilien) ab. Sextus erkannte in der für den Boten unverständlichen Handlung einen versteckten Befehl seines Vaters, die herrschende Elite Gabiis nach und nach auszuschalten. Dieser Instruktion eingedenk gelang es Sextus, die gabinische Elite durch politische Intrige und Meuchelmord so weit auszudünnen und die Bevölkerung durch Geschenke so gewogen zu stimmen, dass die Stadt sich ohne einen Schwertstreich in die Hand der Römer gab.

### Die Vergewaltigung der Lucretia

#### Nach Titus Livius
Die Schilderung der Umstände der Vergewaltigung beginnt bei Livius mit der Belagerung der rutulischen Stadt Ardea durch die Römer. Grund für die Belagerung sei der Drang des Lucius Tarquinius Superbus gewesen, den Reichtum der Ardeaten zu erbeuten, um seine angeschlagenen Finanzen zu sanieren sowie die Unruhe im Volk durch Geschenke zu besänftigen. Nachdem die Stadt im Sturm nicht genommen werden konnte, ging das Heer an eine Belagerung. Um sich die Zeit während der langwierigen Belagerung zu vertreiben, trafen sich die jungen Adligen zu gegenseitigen Gastmählern. Bei einem dieser Gastmähler kam das Gespräch der vom Wein Erhitzten auf die Ehefrauen und die Frage, welche von ihnen die Herausragendere wäre. Um die Streitfrage zu klären, wurde beschlossen, die von den Ehemännern benannten Frauen reihum in Rom und Collatia aufzusuchen.
Es stellte sich heraus, dass alle Frauen die Abwesenheit der Männer genutzt hatten, um sich die Zeit mit üppigen Gelagen zu vertreiben und im dekadenten Luxus zu schwelgen. Nur Lucretia, die Gattin des Collatinus, wurde noch spät abends bei der Wollarbeit angetroffen und zeigte sich im weiteren Verlauf des Abends als freundliche Gastgeberin. Angetan von der Schönheit und der keuschen Art der Lucretia einigten sich die Männer schließlich darauf, Lucretia als Siegerin des nächtlichen Wettstreits anzuerkennen. Nachdem man die Gastfreundschaft genossen hatte, kehrte die Gruppe ins Heerlager zurück. Nur Sextus Tarquinius, in schnödem Verlangen nach Lucretia entbrannt, plante im Geheimen, wie er sich ihrer bemächtigen könnte.
Einige Tage später kehrte Tarquinius erneut bei Lucretia ein, um seinen Plan, das Herz der Schönen zu gewinnen, in die Tat umzusetzen. Zu nächtlicher Zeit schlich er sich in ihr Schlafgemach, bedrohte sie mit einem Schwert und begann, von heißer Lust getrieben, mal mit Schmeichelei, mal mit Drohung, in die Keusche zu dringen, um sie zum Ehebruch mit ihm zu bewegen. Lucretia blieb zunächst standhaft, ihre Abwehr brach jedoch, als der Tarquinier drohte, sie öffentlich zu entehren, indem er sie zuerst ermorden und dann die Leiche eines nackten, männlichen Sklaven so bei ihr drapieren werde, dass der Schein des Ehebruchs mit einem Sklaven entstünde. Nachdem er sein Verlangen gestillt hatte, kehrte Sextus in das Heerlager vor Ardea zurück. Lucretia, von Gram gedrückt, schickte nach ihrem Vater und nach ihrem Ehemann.
Nachdem Ehemann und Vater in Colatina angekommen waren, schilderte Lucretia das Vorgefallene. Zur eigenen Ehrenrettung und zur Bekräftigung ihrer Verteidigungsrede beging sie daraufhin Selbstmord, indem sie sich vor den Augen der Anwesenden mit einem Dolch erstach, obwohl alle Anwesenden sie von jeglicher Sünde freisprachen und ihr gut zusprachen. Nach dem überraschenden Selbstmord gaben sich Vater und Ehemann ihrer Trauer hin. Der anwesende Lucius Iunius Brutus ergriff in der Situation die Initiative, nahm den Dolch der Verstorbenen auf und begann einen Schwur zur Rächung der Vergewaltigten und der Vertreibung des tarquinischen Despotengeschlechtes, in den die übrigen Anwesenden einstimmten.
Im Folgenden nutzte Brutus die Ereignisse und die damit einhergehende Bestürzung der Römer, um Stimmung gegen Lucius Tarquinius Superbus zu machen. Er zog mit seiner Schar nach Rom, verschloss dem Tarquinier die Tore, verkündete dessen Absetzung und vertrieb weitere Angehörige der Sippe. Folgend soll Brutus die politischen Institutionen wie das Konsulat eingeführt haben. Sextus Tarquinius floh nach Gabii, wo er durch alte Feinde einen gewaltsamen Tod fand.

#### Nach Dionysios von Halikarnassos
Dionysios lässt die Ereignisse um die Vergewaltigung, wie Livius, mit der Belagerung von Ardea einsetzen. Jedoch ist der Grund für das erste Aufeinandertreffen von Sextus Tarquinius und Lucretia ein anderes. Dionysios berichtet nichts von einem trunkenen Wettstreit unter den jungen Adeligen und anschließendem Ritt zu den einzelnen Ehefrauen, sondern gibt an, dass Sextus auf Befehl seines Vaters in die Stadt Collatina entsandt worden war, um dort militärischen Aufgaben nachzukommen. Dort angekommen quartierte er sich bei Lucretia, der Ehefrau seines Verwandten, ein, die ihn freundlich empfing und bewirtete. Verführt vom Liebreiz seiner Gastgeberin, entschloss sich Sextus diese zu verführen.
Die Darstellung der Vergewaltigung und der Auswirkungen gleicht der des Livius. Sextus schleicht sich mit gezogenem Schwert in Lucretias Schlafzimmer und versucht diese zum Ehebruch zu überreden. Er stellt die Frau vor die Wahl sich ihm entweder hinzugeben und ihn daraufhin zu ehelichen oder er würde behaupten, sie beim Ehebruch mit einem Sklaven auf frischer Tat ertappt und anschließend beide getötet zu haben. Daraufhin gibt Lucretia nach. Nachdem die Tat vollzogen ist, kehrt der Tarquinier ins Feldlager zurück.
Lucretia gebietet daraufhin ihrem Vater, einige Vertraute um ihn zu versammeln, da sie ihm etwas Wichtiges mitzuteilen habe. Im Kreis der Anwesenden ersticht sie sich daraufhin selbst. Im Unterschied zu Livius’ Schilderung ist bei der Darstellung des Dionysios nur Publius Valerius während des Selbstmordes anwesend. Brutus und Collatinus befinden sich im Feldlager. Beiden berichtet P. Valerius wenig später die schlechten Neuigkeiten. Brutus hält daraufhin mehrere Reden, lässt auf den Dolch der Lucretia schwören und beginnt mit der Organisation des Widerstandes gegen den Tyrannen und die Errichtung der römischen Institutionen.

### Nachwirkungen
Mit der Vertreibung des letzten etruskische Königs und dessen Sippe (~509/8), ging die römische Königszeit zu Ende. Die politische Macht ging vollends auf den Adel, der sich zu diesem Zeitpunkt nur aus Patriziern zusammensetzte, über. Mit dieser Verlagerung einhergehend, entstanden die ersten republikanischen, dem Gleichheitsgrundsatz einer Adelsherrschaft verpflichteten Magistraturen. Das in dieser Phase des Umbruchs entstandene, sich erst langsam mit Hilfe der neu geschaffenen Strukturen füllende Machtvakuum nutzte der etruskische König Lars Porsenna aus Clusium aus, zog – einem Überlieferungsstrang zufolge auf Betreiben des Tarquinius Superbus – gegen Rom und nahm es ein. Die Überlieferung der Vorkommnisse um Sextus zeigt also – in starker Verflechtung mit der historischen Wirklichkeit – „das eigentliche Schreckbild jeder Aristokratie, das für die Römer im Bilde des tyrannischen Königs Tarquinius Superbus [und seiner Sippe] symbolisiert war.“

## Rezeption
Die sagenhaften Vorkommnisse um Sextus Tarquinius und die letzte etruskische Königsdynastie Roms inspirierte immer wieder Literaten – von der Antike bis in die Moderne – zur Auseinandersetzung mit dem Thema. Oft beziehen sich die Autoren in ihrer Rezeption ebenso auf Sextus Tarquinius wie auf Lucretia. Die beiden Personen werden nicht selten literarisch gegenübergestellt, um die jeweiligen charakterlichen Eigenschaften konturiert hervorzuheben. Die Abarbeitung reicht von der bei antiken Schriftstellern populären Fokussierung auf die Darstellung der Tyrannentopoi, für welche Sextus Tarquinius als idealer Vertreter galt, über die Huldigung der Lucretia, wie bspw. bei dem Renaissanceautoren Dante Alighieri, bis zur Problematisierung des Selbstmordes und der Diskussion einer Mitschuld der Lucretia bei dem Kirchenvater Aurelius Augustinus.
Auch in der bildenden Kunst gibt es zahlreiche Beispiele für die Rezeption des Themas. Die Bandbreite der künstlerischen Auseinandersetzung reicht von Plastiken über Gemälde bis zu Mosaiken. Ähnlich wie in der Literatur werden Lucretia und Sextus meist gemeinsam abgebildet. Die Darstellung fokussiert häufig auf die Bedrohung und Vergewaltigung der Lucretia durch Sextus Tarquinius. Bei Darstellungen des Selbstmordes, wird Lucretia im Allgemeinen alleine oder mit ihren Verwandten dargestellt.